# Kwapinka
Kwapinka – wieś w Polsce położona w województwie małopolskim, w powiecie myślenickim, w gminie Raciechowice.
| SIMC    | Nazwa        | Rodzaj    |
| ------- | ------------ | --------- |
| 0332890 | Międzydebrze | część wsi |
| 0332908 | Spólniki     | część wsi |
| 0332914 | Talisówki    | część wsi |
| 0332920 | Tłoki        | część wsi |
| 0332937 | Wierzchowina | część wsi |
| 0332943 | Wrzosy       | część wsi |

W latach 1975–1998 miejscowość administracyjnie należała do województwa krakowskiego.